# Eldoret
Eldoret je město v Keni. Nachází se na západě země v oblasti Východoafrického riftu, jeho nadmořská výška přesahuje 2000 metrů. Je správním střediskem kraje Uasin Gishu a s 378 000 obyvateli (rok 2019) je pátým největším městem v zemi. Většinu obyvatel tvoří Kalendžinové a z Eldoretu a okolí pochází mnoho slavných keňských vytrvalostních běžců, kterým byl ve městě postaven pomník. V nedaleké obci Sacho se narodil prezident Daniel arap Moi, za jehož vlády nastal rozvoj města (v roce 1999 mělo okolo 170 000 obyvatel, od té doby se populace více než zdvojnásobila). Název města pochází z masajského „eldoro“ (kamenitá řeka). Ekdoret je městem od roku 1912. V okolí města se chová hovězí dobytek a pěstuje se kukuřice a pyrethrum. Vyrábějí se zde sýry, textil a umělá hnojiva. Město leží na železnici z Mombasy do Kasese, má také mezinárodní letiště.